# Loučky (Zátor)
Loučky (německy Wiese, polsky Lączki) je vesnice, která je částí obce Zátor v okrese Bruntál. Stavebně na Zátor navazuje na jeho jihovýchodní straně.
Loučky leží v katastrálním území Loučky u Zátoru o rozloze 6,8 km2.

## Vývoj počtu obyvatel
Počet obyvatel Louček podle sčítání nebo jiných úředních záznamů:
| Rok            | 1869 | 1880 | 1890 | 1900 | 1910 | 1921 | 1930 | 1939 | 1950 | 1961 | 1970 | 1980 | 1991 | 2001 |
| -------------- | ---- | ---- | ---- | ---- | ---- | ---- | ---- | ---- | ---- | ---- | ---- | ---- | ---- | ---- |
| Počet obyvatel | 705  | 745  | 740  | 695  | 698  | 770  | 825  | 790  | 551  | 570  | 534  | 601  | 633  | 673  |

1. ↑  z toho: 18 Čechoslováků, 784 Němců; 766 řím. kat., 48 evang., 3 izrael., 8 bez vyzn.

V Loučkách je evidováno 210 adres: 202 čísel popisných (trvalé objekty) a 8 čísel evidenčních (dočasné či rekreační objekty). Při sčítání lidu roku 2001 zde bylo napočteno 185 domů, z toho 163 trvale obydlených.